# Capitano (maschera)

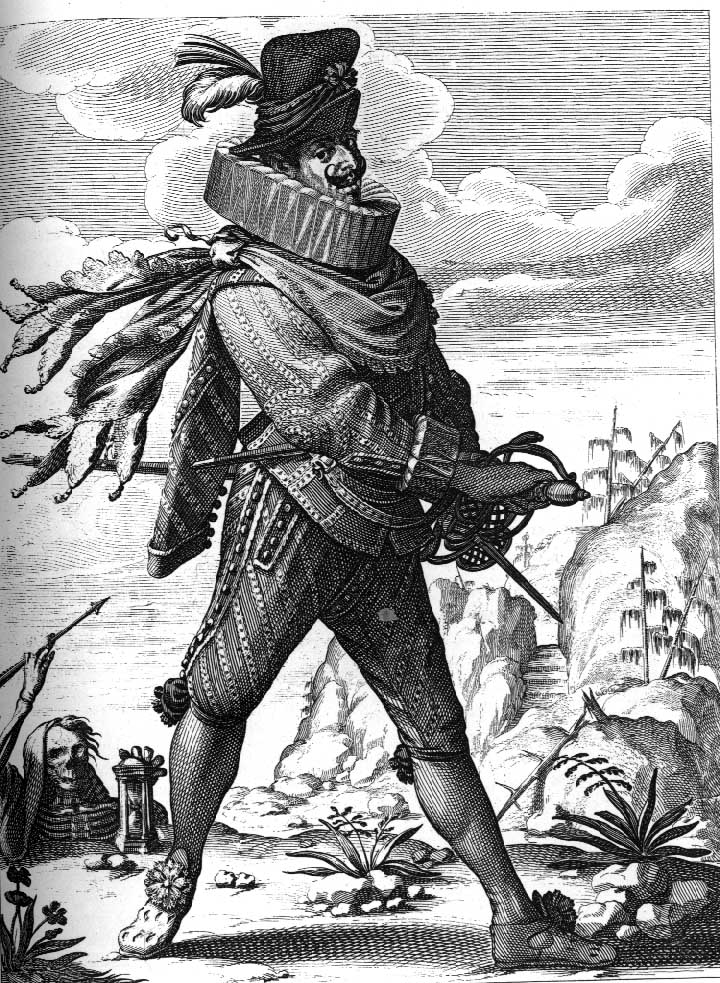
Un tipo di Capitano, in un'incisione del XVII secolo

Il capitano è una delle più antiche maschere della commedia dell'arte.
La sua genesi risale al Pirgopolinice del Miles gloriosus di Tito Maccio Plauto e al Trasone dell'Eunuco di Terenzio.
Rinasce in varie forme nel teatro italiano del 1500. Solitamente impersonificava il soldato vanaglorioso che affermava continuamente a parole e infondatamente la propria qualità militare. Poteva vantarsi di titoli non posseduti o di imprese mai compiute. Nelle versioni più negative egli malcelava in realtà il terrore di dover affrontare una battaglia o un duello. Tuttavia, i Capitani potevano anche avere caratteristiche positive, da sognatori di nobili sentimenti.
Capitano tratteggiato in maniera più positiva è il Capitan Spaventa di Francesco Andreini, capace di nobile animo e alti sentimenti, quasi un sognatore. Vi è poi il Capitan Matamoros di Silvio Fiorillo; ridicolo e privo di coraggio, aveva il vestiario dei soldati spagnoli dell'epoca, arricchito però da ninnoli e nastri e molto variopinto, e dizione e modi di dire prettamente iberici. Vi sono molti altri tipi di Capitano.
Ispirate alla maschera sono numerose altre varianti come Capitan Giangurgolo, Capitan Corazza, Capitan Cardone, Rinoceronte, Terremoto, Spezzaferro, Spaccamonti, Capitan Rodomonte. Sempre al capitano sono riconducibili poi numerose derivazioni della maschera adottate dal carnevale napoletano o più in generale dalla letteratura, come Capitan Fracassa.
Il capitano ha un grosso naso e vistosi baffoni: un elemento comune alle successive variazioni della maschera rimarrà il grande spadone che trascina rumorosamente e in maniera impacciata al suo fianco. A volte porta un elmo con uno stemma raffigurante un porcospino a memoria dell'assedio di Trebisonda nel quale la sua corazza viene trafitta dalle frecce del nemico tanto da farlo sembrare un porcospino.